# Makaronifabriken

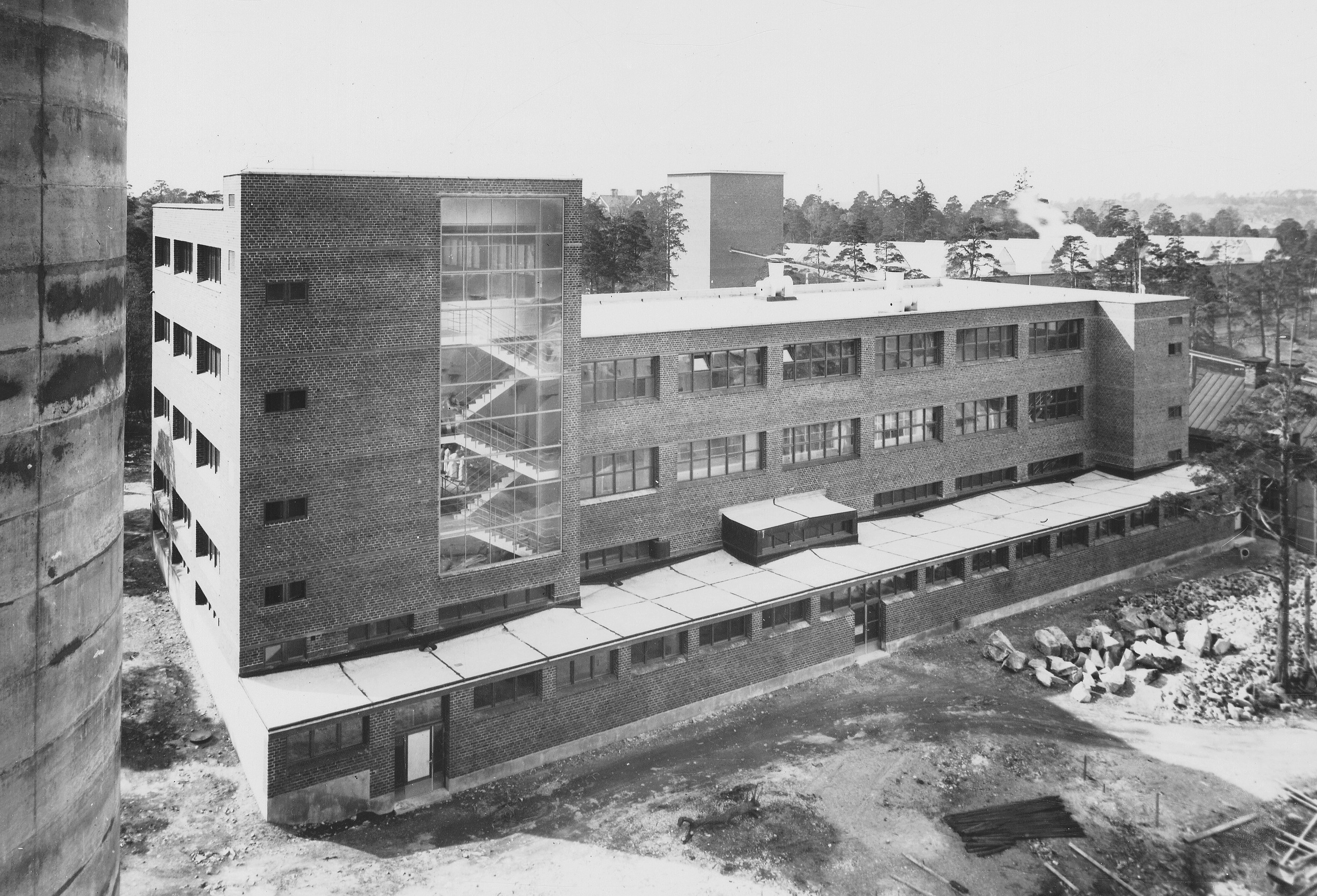
Makaronifabriken på 1940-talet.

Makaronifabriken (fastighet Nacka Sicklaön 38:14) är en tidigare makaronifabrik på Kvarnholmen vid Saltsjön i Nacka kommun. Byggnaden har enligt kommunen ett högt kulturhistoriskt värde och är särskilt viktig ur stadsbildssynpunkt.

## Beskrivning
Fabriken uppfördes 1934 efter ritningar av Kooperativa förbundets arkitektkontor (KFAI).. Ansvarig arkitekt var KFAI:s Olof Hult. Makaronifabriken var en av flera byggnader som Kooperativa förbundet lät uppförda på Kvarnholmen efter att de tagit över Kvarnen Tre Kronor 1922 och inlett en stor satsning på att bygga ut verksamheten på ön. 
Makaronifabrikens byggnad uppfördes med fasader av mörkt Helsingborgstegel med liggande, i fasaden djupt indragna fönster. Anläggningen består av en högdel i öster som har sex våningar och en långsträckt lågdel i tre våningar. Det uppglasade trapphuset i högdelen, med sin vidsträckta utsikt över Stockholms inlopp ger huset sitt funktionalistiska formspråk. 

## Ny användning
I samband med nydaningen av Kvarnholmen från industriområde till bostadsområde har år 2000 Makaronifabriken renoverats efter ritningar av BSK Arkitekter. Exteriört påbyggdes makaronifabrikens lägre del med en våning med fasader i glas och ett extra klimatskydd också i glas. Interiört ändrades bland annat planlösningar. Den höga maskinhallen åt öster och entréhallen mot norr togs tillvara och integrerades i den nya helheten. Efter ombyggnaden flyttade Nackademin och Cybergymnasiet in. I gällande detaljplan från 2010 har fastigheten en q-märkning vilket innebär att byggnaden inte får rivas och att dess yttre skall bevaras.
På hösten 2017 övertogs lokalerna av Ebba Braheskolan. Intill har det tillkommit en helt ny skolbyggnad som invigdes höstterminen 2021. Samtidigt lämnade skolan sina lokaler i Makaronifabriken. I den nya delen finns en F9-skola samt gymnasium där Ebba Braheskolan bedriver sin verksamhet med cirka 530 elever. Förskoleverksamheten kommer från och med höstterminen 2022 finnas i före detta Disponentvillan som byggs om för ändamålet.

### Bilder

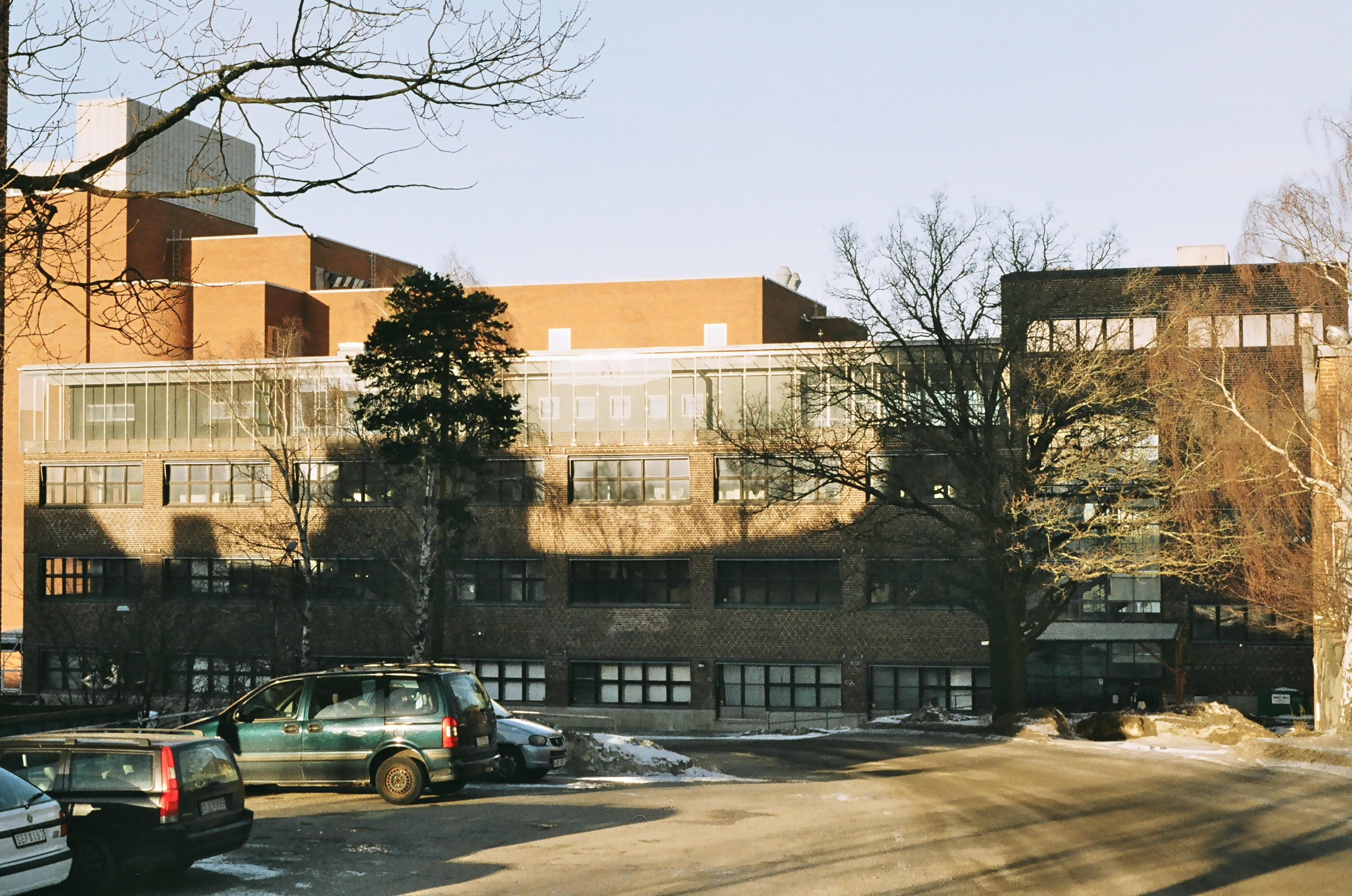
Makaronifabriken, 2011.
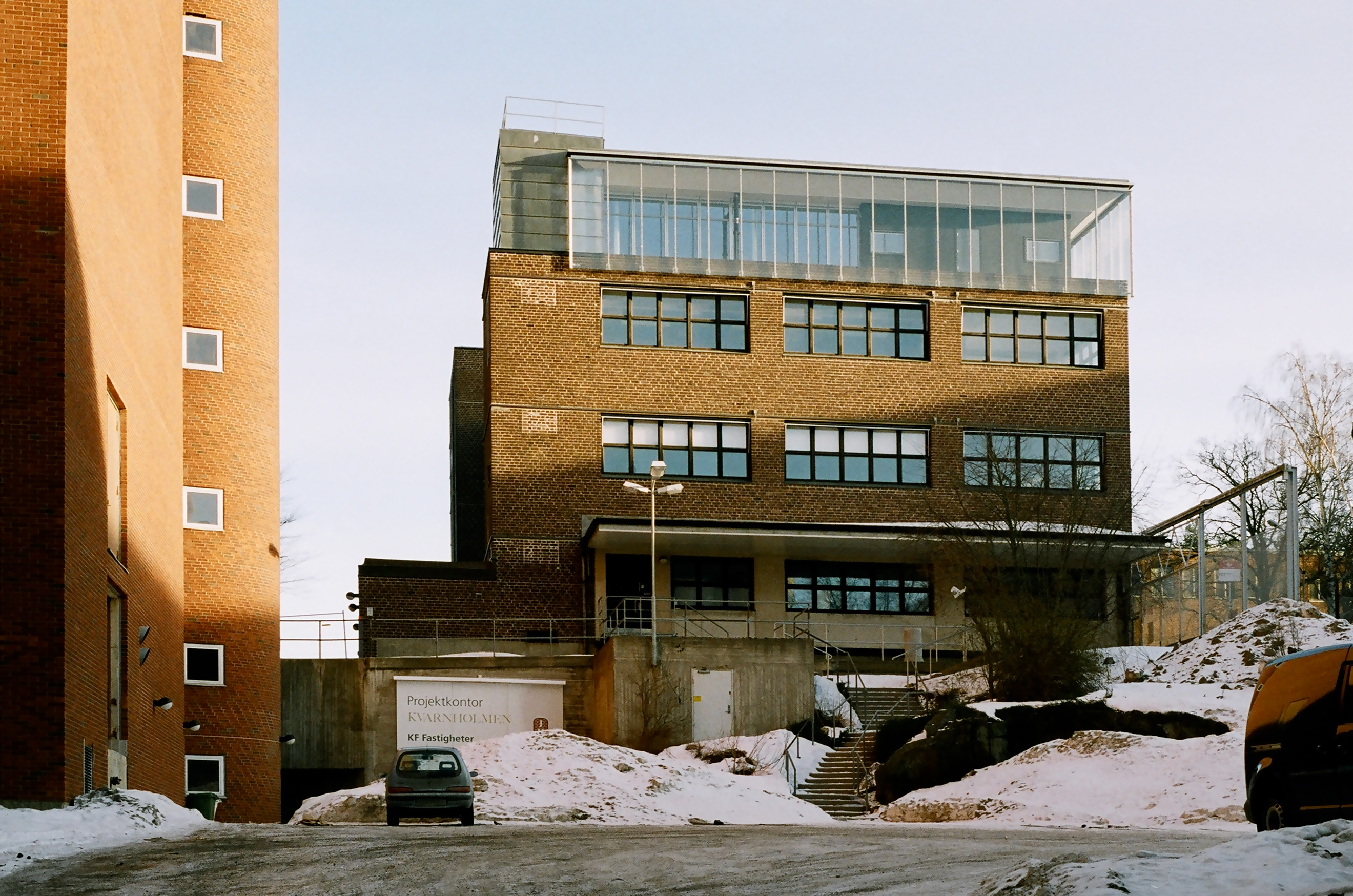
Fasad mot söder, 2011.
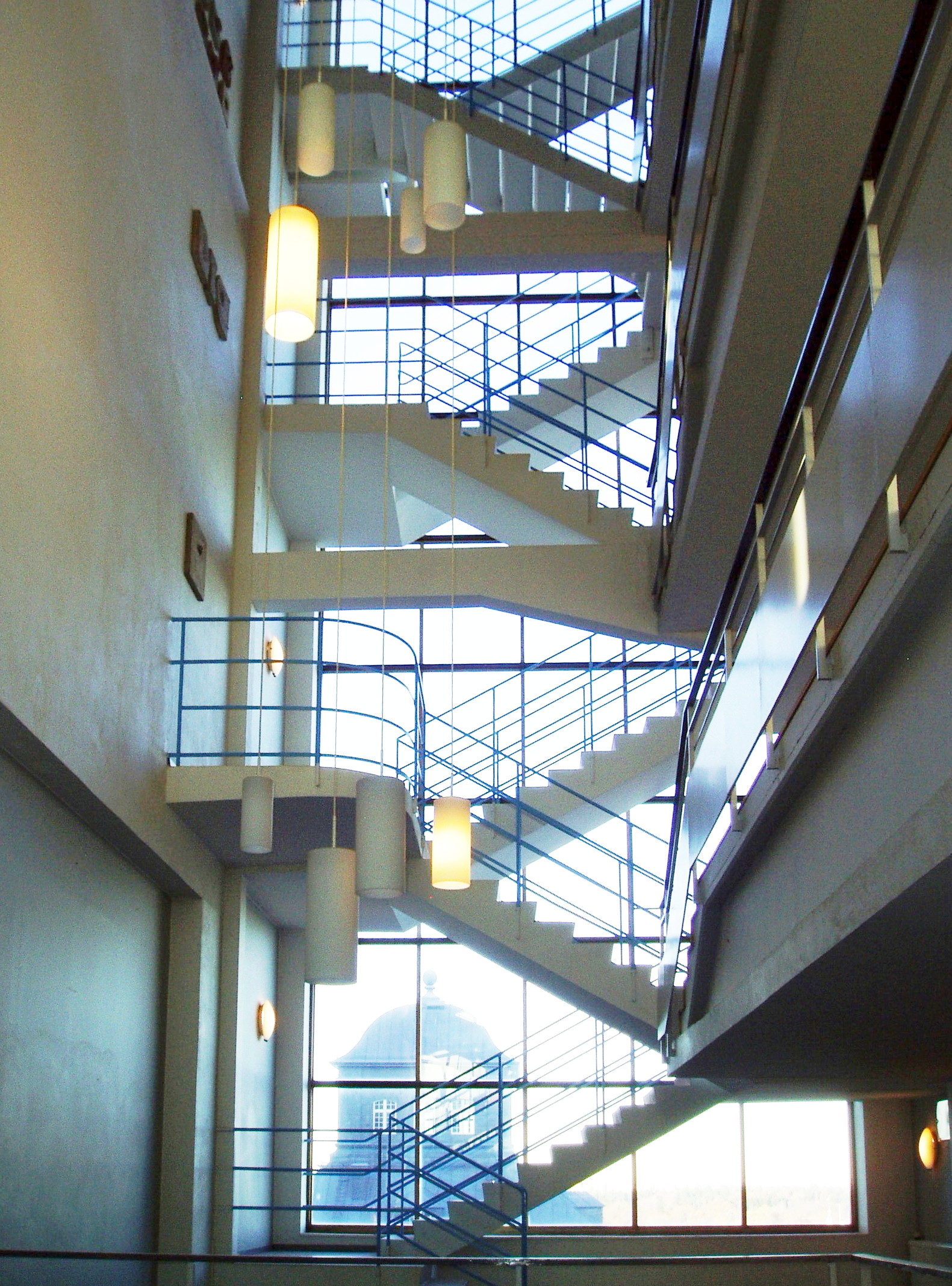
Trapphuset i högdelen.
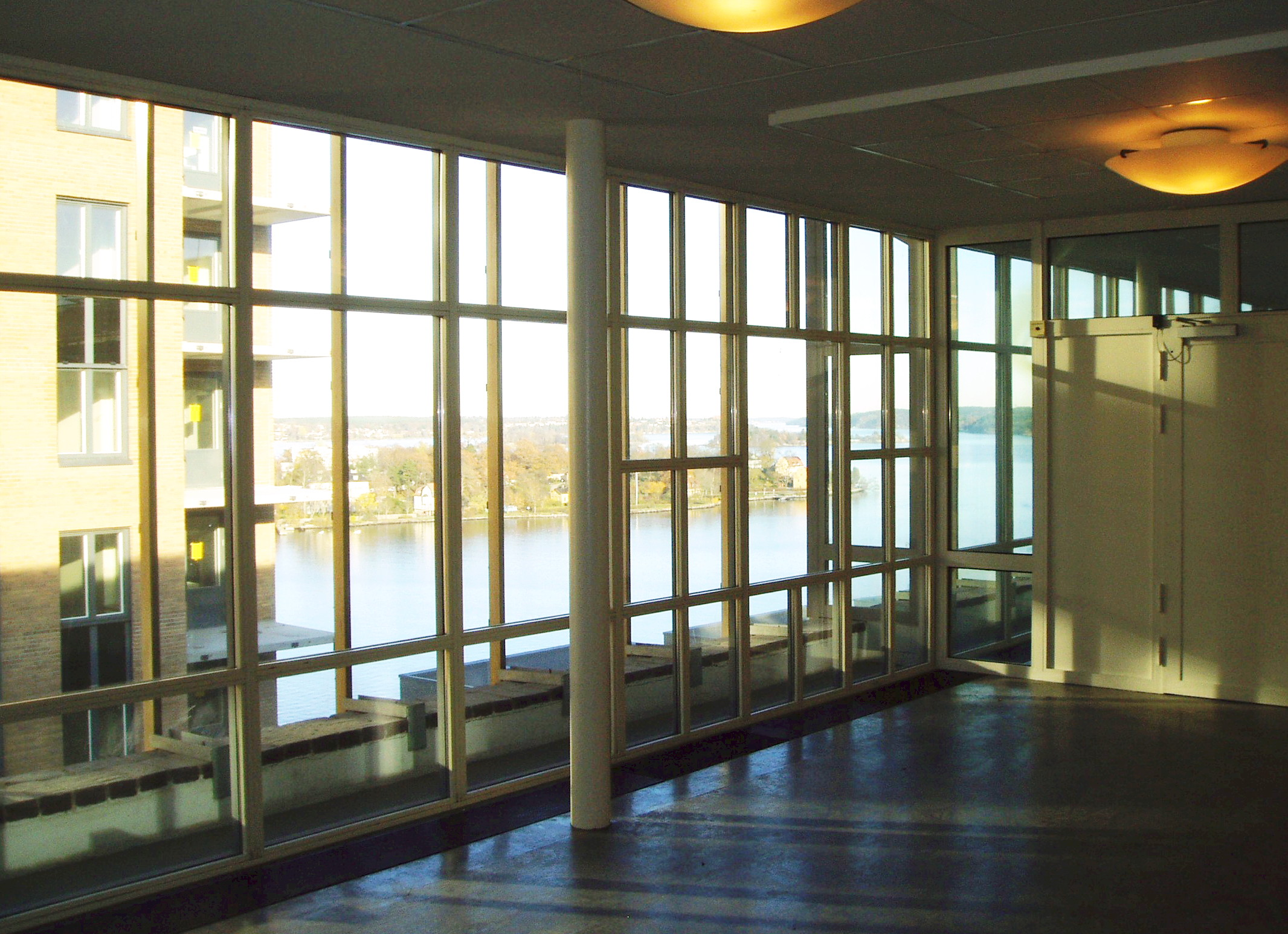
Utsikt från lågdelens nya våningsplan.
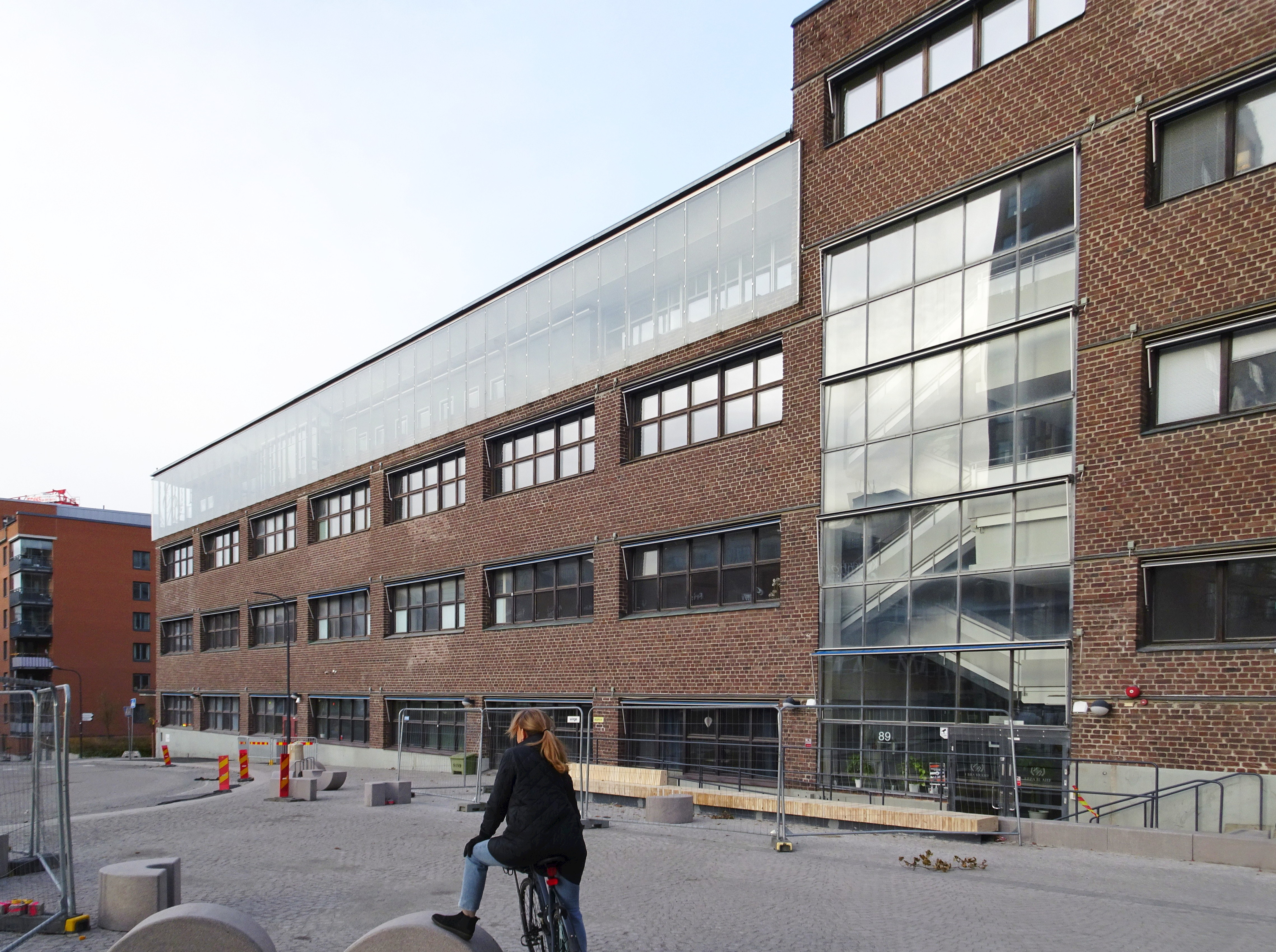
Makaronifabriken / Ebba Braheskola, 2021.